# Retrato de Père Tanguy
Retrato de Père Tanguy, pintado por Vincent van Gogh en 1887, es una de sus tres pinturas retratando a Julien Tanguy. Los tres trabajos muestran la progresión en el estilo artístico de Van Gogh después de su llegada a París. El primero es sombrío, y tiene una composición sencilla. El segundo introduce las impresiones japonesas propiedad de Van Gogh. El último y más adelantado en estilo, integra el elemento japonés, entonces una fuerte influencia en la comunidad artística parisina de vanguardia, con habilidad y color impresionista. Esta pintura transmite el sentimiento de serenidad que Van Gogh busca para él. Esta última pintura de Tanguy se encuentra en el Museo Rodin, París.

## Van Gogh en París
En 1886, Van Gogh dejó los Países Bajos para nunca regresar. Se traslada a París para vivir con su hermano Theo, que era marchante de arte. Vincent se introdujo en París como un hombre tímido y sombrío. Si bien su personalidad nunca cambiaría, entonces emergió artísticamente en lo que un crítico describió como un "pájaro cantando". A pesar de que Van Gogh había sido influido por los grandes maestros en los Países Bajos, ir a París significaba quedar expuesto a los impresionistas, simbolistas, puntillistas, y el arte japonés. Su círculo de amigos incluiría a Camille Pissarro, Henri de Toulouse-Lautrec, Paul Gauguin, Émile Bernard, Paul Signac, y otros. Las obras de los grabadores japoneses Hiroshige y Hokusai influenciaron en gran medida a Van Gogh, tanto por el tema como el estilo de patrones planos de colores sin sombra. En los dos años de 1886 a 1888 que trabajó en París, Van Gogh exploró variados géneros, creando su estilo propio único.

## La pintura
La pintura de colores brillantes y el tema seguro representan un cambio en la actitud de Vincent. Van Gogh llamó a su uso de colores brillantes "gimnasia" que a través de la experimentación creó gran profundidad, la armonía y el equilibrio en su trabajo.  La pintura contiene un fondo de las impresiones japonesas de Van Gogh que eran vendidas en la tienda Tanguy. En la parte superior tras el sombrero de Tanguy esta el Monte Fuji; actores de Kabuki comparten la pared con los cerezos en flor.
Las pinturas japonesas representan la búsqueda de Van Gogh de la serenidad, lo cual describe en una carta a su hermana durante este periodo, "Teniendo gran parte de esta serenidad posible, a pesar de que se sabe poco - nada - por cierto, es tal vez un mejor remedio para todas las enfermedades que todas las cosas que se venden en la farmacia." En un esfuerzo por capturar la serenidad en su pintura, Van Gogh pinta a Tanguy con una calma, naturalmente contemplativa. La historiadora del Simbolismo Naomi Maurer lo describe como teniendo la "tranquilidad icónica de Buda."
Van Gogh murió en 1890, y Tanguy cuatro años después. Seguidamente a la muerte de Tanguy, su hija vendió el Retrato de Père Tanguy al escultor Auguste Rodin. El Retrato de Père Tanguy, anteriormente en la colección personal de Rodin, esta en la colección permanente en Museo Rodin de París.

## Julien Tanguy
Julien François Tanguy (1825, Plédran - 1894, París) era un vendedor de pinturas, suministros de arte y marchante de arte, y uno de los primeros en ofrecer las pinturas de Van Gogh a la venta. Su actitud jovial y entusiasmo por el arte y los artistas hicieron de su tienda una de las más favorecidas en París, y fue apodado Père ("Padre") Tanguy. Maurer decía que Tanguy era un padre que compartió su alimento y dinero con los artistas jóvenes y mostraba sus pinturas con orgullo.
Tanguy tomó pinturas como pago de otras, lo cual, según dijo Émile Bernard fue introduciéndolas en su tienda en Montmartre, llenándola de pinturas impresionistas, como "visitar un museo". En comparación con su marido, la mujer de Tanguy era menos cooperativa y más preocupada con la clientela que en pagar cargos excepcionales. Cuándo Tanguy murió, sus amigos realizaron una subasta en beneficio de su viuda.

## Tresretratos de Julien Tanguy
Van Gogh pintó tres retratos de Julien (Père) Tanguy.
En el invierno de 1886 a 1887, van Gogh pintó su primer retrato de Tanguy. Es en su mayoría en un tono café, con un toque de rojo en sus labios y verde en su delantal. La escritora Victoria Finlay lo describe como si se viera más como un trabajador que como un comerciante de arte.
En 1887, van Gogh empezó a experimentar con colores más  claros, como el rojo combinado con el verde, y el naranja con el azul. Las otras dos pinturas lo muestran sentado frente a una pared coloreada con impresiones japonesas. La segunda pintura, a la derecha, fue pintada por van Gogh en un sesión de treinta minutos, y Tanguy conservó la obra. El actor Edward G. Robinson y su esposa Gladys Lloyd Robinson, una pintora, fueron dueños de la pintura después, la cual vendieron al magnate naviero griego, Stavros Niarchos.